# Peucaea mystacalis
Peucaea mystacalis là một loài chim trong họ Emberizidae.